# Почесні громадяни Одеси

Малий герб Одеси

Поче́сний громадяни́н мі́ста Оде́си — звання, що присвоюється від імені територіальної громади міста Одеси та є вищим знаком вдячності жителів цього міста. Воно присвоюється фізичним особам, які мають видатні заслуги та внесли великий особистий вклад у розвиток міста Одеси, його економіку, культуру, науку, освіту, спорт, тощо. Воно присвоюється незалежно від громадянства та місця проживання.

## Нагрудний знак та порядок нагородження
Згідно положення «Про комісію Одеської міської ради з попереднього розгляду подань про присвоєння звання „Почесний громадянин міста Одеси“», ця нагорода присвоюється відкритим голосуванням Одеської міської ради. Перед цим подання на присвоєння звання, що надійшли до міської ради, розглядаються спеціальною комісією. Її завдання полягає у тому, щоб вивчити подані документи, громадську думку, ухвалити рішення по кожній кандидатурі та приготувати проект рішення на сесію міської ради. У разі, коли Одеська міська рада не знаходить достатніх підстав для присудження звання кандидатові, наступне подання на нього подається до міської ради не раніше, ніж через п'ять років. Щорічно у травні комісія розглядає кандидатури, а голосування проходить на останньому перед «Днем міста» (2 вересня) пленарному засіданні міської ради. Також передбачено виняткові випадки, коли за клопотанням міського голови або 2/3 депутатів від загального складу ради одне подання може бути розглянуто у комісії.
Почесному громадянину міста Одеси вручається посвідчення, стрічка «Почесного громадянина», нагрудний знак і його ім'я вноситься у міську «Книгу Пошани». Також почесні громадяни мають низку пільг та привілеїв. Відповідно до розпорядження міського голови Одеси, Руслана Боделана, № 982-01 «Про затвердження Опису нагрудного знаку „Почесний громадянин міста Одеси“» від 22 липня 2004 року було виготовлено перші нагрудні знаки цієї нагороди. Знак «Почесний громадянин міста Одеси» виготовлений з позолоченого металу і має форму зірки з вісьма променями та пучками розбіжних променів, накладеної на другу восьмикутну зірку меншого розміру, розвернуту по відношенню до верхньої на 22,5 градуси. Посередині зірки розміщено накладний круглий медальйон. Навкруги медальйону — позолочений вінок з лаврового листя. На медальйоні розміщено накладний малий герб міста Одеси зі щитом, вкритим червоною емаллю та срібним якорем у центрі. На зворотному боці знаку — застібка для прикріплення до одягу. Розмір знаку між протилежними кінцями зірки — 70 мм.

## Опис списку
Історики розділяють три періоди присвоєння цього звання: період Російської імперії (1862—1917, 10 нагороджень), СРСР (1965—1985, 19 нагороджень) та України (з 1994 року, 30 нагороджень станом на 2023 рік).
Історія виникнення звання «Почесний громадянин» у Російській імперії сягає XVIII століття. Це був привілейований стан, утворений урядовим маніфестом від 10 квітня 1832 року. Отримати звання можна було за правом спадковості, на підставі прохання про запис до почесних громадян чи на основі окремого подання відповідних міністерств. До таких почесних громадян Одеси відносяться такі особистості, як Димитріос Інглезі, Григоріос Маразлі (старший) Олександр Руссов тощо. Існували й інші «почесні громадяни» у Російські імперії. Це була найвища нагорода міста, а не вид привілейованого стану в державі. Таке звання слугувало для пошани видатних людей, що багато чого зробили для конкретного міста, його жителів та країни загалом. У цьому списку наведені особи, що отримали звання «почесний громадянин Одеси» саме як нагороду. До останнього часу було відомо лише сім осіб, що носили це звання. Нині встановлено десять таких осіб. Перше нагородження цим званням в Одесі відбулося влітку 1862 року (тобто раніше, ніж у столицях Російської імперії). Першим нагородженим був граф Олександр Строганов.
Після революції 1917 року нагородження цим званням довгий час не проводилися. Ця традиція була повернута лише після Другої світової війни. Перше нагородження у радянський період відбулося влітку 1965 року на честь 60-річчя повстання на панцернику «Князь Потьомкін-Таврійський» одразу трьох учасників цього повстання: Івана Личева, Олексія Царєва і Іларіона Шестидесятого. 20 квітня 1967 року постановою № 354 міська рада вперше в історії міста офіційно встановила звання «Почесний громадянин міста-Героя Одеси». Цим рішенням також були встановлені допоміжні документи, опис диплому та стрічки, які вручалися громадянам.
Після відновлення Україною незалежності першим, хто отримав звання у цей період, став Михайло Жванецький на початку 1994 року.
За деякими даними деякі почесні громадяни отримували це звання неодноразово. Зокрема Григоріос Маразлі — тричі, а Михайло Жванецький — двічі. Деякі з нагороджених є іноземцями, зокрема Сюзанна Саварі-Полідорі є француженкою, а Яків Маніович — одесит, що емігрував в Ізраїль і після того був нагороджений.

## Перелік почесних громадян
До переліку почесних належать:
| №  | Зображення | Ім'я та прізвище                               | нар. | пом. | Коментар | Дата присвоєння            | Пр.           |
| -- | ---------- | ---------------------------------------------- | ---- | ---- | --- | -------------------------- | ------------- |
| 1  |            | Генерал від артилерії Граф Олександр Строганов | 1795 | 1891 | «У зв'язку з п'ятдесятирічним ювілеєм службової діяльності Новоросійського та Бессарабського генерал-губернатора графа Олександра Григоровича Строганова. На вічні часи звання першого громадянина міста Одеси». | 10 (22) червня 1862        | [ 10 ]        |
| 2  |            | Олександр Тройницький                          | 1807 | 1871 | Публіцист та викладач, член багатьох наукових та благодійних товариств, редактор газети «Одесский вестник». | 1868                       | [ 11 ]        |
| 3  |            | Григоріос Маразлі (мол.)                       | 1831 | 1907 | Грецький державний діяч часів Російської імперії, 25-й одеський міський голова у 1878—1895 роках. Отримував звання тричі — 18 (30) вересня 1888, 22 вересня (4 жовтня) 1893 та 15 (27) лютого 1895 | 18 (30) вересня 1888       | [ 13 ]        |
| 4  |            | Генерал-ад'ютант Микола Чихачов                | 1830 | 1917 | «В ознаменування особливої вдячності за багаторічну, різнобічну і плідну діяльність для міста Одеси». | 11 (23) січня 1893         | [ 15 ]        |
| 5  |            | Сергій Вітте                                   | 1849 | 1915 | Російський державний діяч часів Російської імперії. Неодноразово посідав вищі посади у країні, його діяльність призвела до притоку великої кількості іноземних інвестицій у Російську імперію, а також до стрімкого промислового розвитку. | 21 березня (2 квітня) 1894 | [ 17 ]        |
| 6  |            | Дмитро Нейдгардт                               | 1861 | 1942 | Державний діяч Російської імперії з роду Нейдгардтів. Градоначальник Одеси у 1903—1905 роках. Перебував на цій посаді у час єврейського погрому жовтня 1905 року та повстання на панцернику «Князь Потьомкін-Таврійський». | 28 квітня 1908             | [ 3 ]         |
| 7  |            | Граф Михайло Толстой (мол.)                    | 1863 | 1927 | Російський громадський діяч, меценат і бібліофіл часів Російської імперії. Рішення про присудження звання було ухвалене міською думою одноголосно. | 23 січня (5 лютого) 1909   | [ 18 ]        |
| 8  |            | Генерал від інфантерії Євген Богданович        | 1829 | 1914 | Російський військовий та державний діяч, письменник. Нагороджений на честь свого 80-річчя міською думою одноголосно. | 20 лютого (5 березня) 1909 | [ 19 ]        |
| 9  |            | Адмірал Нілов Костянтин Дмитрович\|            | 1856 | 1919 | Військовий діяч Російської імперії. Один з найбільш-наближених людей до імператора Миколи II. Учасник Російсько-турецької війни 1877—1878 років. Був одним з членів Русского общества пароходства и торговли. | 13 січня 1912              | [ 3 ]         |
| 10 |            | Іван Сосновський                               | 1868 | 1917 | «За мир, спокій і зразковий порядок, які панували під час керування містом доброго та завжди коректного начальника, що завжди та вчасно вмів незмінно проявляти такт, добре серце та чуйне розуміння потреб Одеси.» Міська дума одноголосно ухвалила рішення про призначення колишнього градоначальника камергера вищого двору почесним громадянином міста. | 20 січня (2 лютого) 1917   | [ 20 ]        |
| 11 |            | Іван Личев                                     | 1881 | 1972 | «В ознаменування 60-річчя з дня збройного повстання на панцернику „Князь Потьомкін-Таврійський“ і заслуги по керівництву повстанням.» | 28 червня 1965             | [ 21 ]        |
| 12 |            | Олексій Царєв                                  | 1880 | 1981 | «В ознаменування 60-річчя з дня збройного повстання на панцернику „Князь Потьомкін-Таврійський“ і заслуги по керівництву повстанням.» | 28 червня 1965             | [ 22 ]        |
| 13 |            | Іларіон Шестидесятий                           | 1880 | 1981 | «В ознаменування 60-річчя з дня збройного повстання на панцернику „Князь Потьомкін-Таврійський“ і заслуги по керівництву повстанням.» | 28 червня 1965             | [ 23 ]        |
| 14 |            | Майор Яків Бреус                               | 1911 | 1972 | «За рекомендацією бюро міського комітету КПУ за виявлені героїзм і відвагу при обороні міста Одеси у Великій Вітчизняній війні та активну роботу по військово-патріотичному вихованню молоді.» | 30 жовтня 1967             | [ 24 ]        |
| 15 |            | Генерал-майор Микола Галай                     | 1901 | 1980 | «За великі заслуги у звільненні міста Одеси від німецько-румунських окупантів і активну роботу по військово-патріотичному вихованню молоді.» | 30 жовтня 1967             | [ 25 ]        |
| 16 |            | Борис Гумперт                                  | 1895 | 1981 | «За рекомендацією міського комітету КПУ за активну участь у боротьбі за владу Рад в місті Одесі, у розвитку морського транспорту та вихованні моряків в дусі радянського патріотизму, революційних, бойових і трудових традицій.» | 30 жовтня 1967             | [ 26 ]        |
| 17 |            | Петро Забудкін                                 | 1884 | 1973 | «За активну участь у боротьбі за владу Рад у місті Одесі, у відновленні та розвитку народного господарства та комуністичному вихованні молоді на революційних, бойових і трудових традиціях.» | 30 жовтня 1967             | [ 27 ]        |
| 18 |            | Петро Столпирьов                               | 1913 | 2001 | «За активну участь у відновленні промислових об'єктів і будівництві нових житлових кварталів і об'єктів соціольно-культурного побуту у післявоєнний період.» | 30 жовтня 1967             | [ 28 ]        |
| 19 |            | Генерал-лейтенант Георгій Шонін                | 1935 | 1997 | «За великі заслуги в освоєнні космосу та активну участь у військово-патріотичному вихованні молоді.» | 7 січня 1970               | [ 29 ]        |
| 20 |            | Підполковник Георгій Добровольський            | 1928 | 1971 | «За проявлені мужність і героїзм у польоті на космічному кораблі „Союз-11“ за пропозицією трудящих міста.» | 22 червня 1971             | [ 30 ]        |
| 21 |            | Наум Гуревич                                   | 1906 | 1986 | «За великі заслуги у період оборони Одеси і у відбудові народного господарства в післявоєнний період, в ознаменування 30-річчя оборони міста від німецько-фашистських загарбників.» | 22 червня 1971             | [ 31 ]        |
| 22 |            | Борис Давиденко                                | 1902 | 1981 | «За великі заслуги у період оборони Одеси і у відбудові народного господарства в післявоєнний період, в ознаменування 30-річчя оборони міста від німецько-фашистських загарбників.» | 22 червня 1971             | [ 32 ]        |
| 23 |            | Ілля Азаров                                    | 1902 | 1979 | «За великі заслуги і мужність, проявлені у дні героїчної оборони Одеси, і у зв'язку з 75-річчям від дня народження.» | 28 вересня 1977            | [ 33 ]        |
| 24 |            | Академік Валентин Глушко                       | 1908 | 1989 | «За великі заслуги у розвитку вітчизняної науки, у підготовці висококваліфікованих кадрів та активну участь у громадській діяльності.» | 28 квітня 1978             | [ 34 ]        |
| 25 |            | Капітан Павло Державін                         | 1904 | 1993 | «За проявлений героїзм і мужність у Великій Вітчизняній війні, за активну участь у військово-патріотичному вихованні молоді та у зв'язку з 40-річчям визволення міста Одеси, за рекомендацією Одеської секції Радянського комітету ветеранів війни.» | 6 квітня 1984              | [ 35 ]        |
| 26 |            | Борис Шевченко                                 | 1920 | 2012 | «За великий внесок у виконання виробничих завдань, наставництво та у зв'язку з 40-річчям визволення міста у Великій Вітчизняній війні.» | 6 квітня 1984              | [ 36 ]        |
| 27 |            | Віктор Чєрбаєв                                 | 1930 | 2015 | «За видатний трудовий внесок у виконання виробничих завдань і у зв'язку з 40-річчям визволення міста Одеси у Великій Вітчизняній війні.» | 6 квітня 1984              | [ 37 ]        |
| 28 |            | Олександра Архангельська                       | 1922 | 1997 | «За героїзм і відвагу, проявлені в боротьбі з німецько-фашистськими загарбниками у Великій Вітчизняній війні, великий внесок у дослідження проблем економіки морського флоту, плідну роботу по підготовці і вихованню висококваліфікованих кадрів та у зв'язку з 40-річчям Перемоги Радянського Союзу у Великій Вітчизняній війні»                          | 5 травня 1985              | [ 38 ]        |
| 29 |            | Генерал-майор Микола Стафєєв                   | 1915 | 2009 | «За великі заслуги по захисту Радянської Батьківщини у Великій Вітчизняній війні, плідну громадську роботу у Радянському комітеті ветеранів, активну діяльність по військово-патріотичному виховання молоді та у зв'язку з 40-річчям Перемоги радянського народу у Великій Вітчизняній війні»                                                               | 5 травня 1985              | [ 39 ] [ 40 ] |
| 30 |            | Михайло Жванецький                             | 1934 | 2020 | «За особистий внесок у розвиток культури, громадського та благодійного життя міста.» Був повторно народжений 27 лютого 1997 року. | 17 лютого 1994             | [ 4 ] [ 41 ]  |
| 31 |            | Академік Надія Пучківська                      | 1908 | 2001 | Лікар-офтальмолог, учень видатного офтальмолога Володимира Філатова. Директор Інституту очних хвороб і тканинної терапії імені В. П. Філатова НАМ НУ. Член АМН СРСР. | 8 грудня 1998              | [ 4 ]         |
| 32 |            | Микола Огренич                                 | 1937 | 2000 | Український оперний співак, тенор, соліст Одеського театру опери і балету, пізніше ректор Одеської консерваторії. | 8 грудня 1998              | [ 4 ]         |
| 33 |            | Сюзанна Саварі-Полідорі                        | 1930 | 2016 | Французька художниця. Багато років працювала з одеськими культурними установами, у тому числі музеями, театрами, консерваторією тощо. | 14 вересня 1999            | [ 4 ] [ 43 ]  |
| 34 |            | Микола Павлюк                                  | 1940 | —    | «За вагомий внесок у піднесення виробництва, збереження та розвиток міжнародних зв'язків міста.» | 2 червня 2000              | [ 44 ]        |
| 35 |            | Володимир Філіпчук                             | 1940 | 2019 | «За значний особистий внесок у розвиток виробництва, підйом рейтингу міста Одеси в промислових колах України, багаторічну активну життєву позицію та благодійність.» | 2 червня 2000              | [ 45 ]        |
| 36 |            | Валерій Малахов                                | 1941 | —    | Спеціаліст в галузі технічної кібернетики. Засновник наукової школи з розробки методів і засобів автоматизації синтезу та проектування електронних пристроїв систем управління та контролю, а також інформаційно-вимірювальної та обчислювальної техніки. Ректор Одеського національного політехнічного університету у 1987—2010 роках.                     | 15 червня 2004             | [ 46 ]        |
| 37 |            | Сергій Ківалов                                 | 1954 | —    | Український політичний діяч та юрист, голова Центральної виборчої комісії під час президентських виборів 2004 року, які вилилися в Помаранчеву революцію. Також відомий як співавтор закону «Про засади державної мовної політики». Президент Національного університету «Одеська юридична академія».                                                       | 15 червня 2004             | [ 3 ]         |
| 38 |            | Яків Маніович                                  | 1925 | 2017 | «За активну громадську позицію та участь у житті Одеси.» | 15 червня 2004             | [ 3 ] [ 47 ]  |
| 39 |            | Митрополит Одеський та Ізмаїльський Агафангел  | 1938 | —    | Архієрей Української православної церкви Московського патріархату Постійний член Священного синоду УПЦ (МП). | 15 червня 2004             | [ 3 ]         |
| 40 |            | Валерій Горбатко                               | 1949 | —    | Багаторічний працівник Одеського припортового заводу, а з 1986 року його директор. | 26 серпня 2004             | [ 48 ]        |
| 41 |            | Борис Літвак                                   | 1930 | 2014 | «За величезні заслуги та великий особистий внесок у розвиток спорту, культури та охорони здоров'я, високу людяність і безкорисливість у виконанні громадянського обов'язку, а також великий внесок в оздоровлення дітей-інвалідів, багаторічну благодійну та громадську діяльність, широке визнання жителів міста.»                                         | 15 липня 2005              | [ 49 ]        |
| 42 |            | Павло Цюрупа                                   | 1927 | 2010 | 58-й міський голова Одеси. Багаторічний працівник Чорноморського морського пароплавства. Заслужений працівник транспорту України. | 15 липня 2005              | [ 50 ]        |
| 43 |            | Микола Боровський                              | 1936 | 2009 | «За величезні заслуги та великий особистий внесок у розвиток економічної, науково-технічної та будівельної сили Одеси, високий професіоналізм та особисту відповідальність, людяність і безкорисливість у виконанні громадянського обов'язку, багаторічну благодійну та громадську діяльність, а також широке визнання жителів міста.»                      | 10 липня 2008              | [ 51 ]        |
| 44 |            | Академік Валерій Запорожан                     | 1947 | —    | «За величезні заслуги та великий особистий внесок у науковий і соціальний розвиток міста, високий професіоналізм та особисту відповідальність у справі підготовки висококваліфікованих медичних кадрів, багаторічну благодійну та громадську діяльність, а також широке визнання жителів міста.»                                                            | 7 липня 2009               | [ 52 ]        |
| 45 |            | Капітан Олексій Гурський                       | 1921 | 2018 | «За величезні заслуги в обороні міста Одеси, високий патріотизм і особисту відповідальність, людяність і безкорисливість у виконанні громадянського обов'язку, а також у зв'язку з 70-тиріччям героїчної оборони Одеси.» | 8 квітня 2011              | [ 53 ]        |
| 46 |            | Контрадмірал Федір Пахальчук                   | 1916 | 2012 | «За величезні бойові заслуги його високий патріотизм і особисту відповідальність, а також за багаторічну військово-патріотичну роботу серед молоді.» | 25 серпня 2011             | [ 54 ]        |
| 47 |            | Руслан Боделан                                 | 1942 | 2025 | «За багаторічну, сумлінну працю у справі розвитку та благоустрою міста Одеси та Одеської області, високий патріотизм і особисту відповідальність, широке визнання жителів міста.» | 21 грудня 2012             | [ 55 ]        |
| 48 |            | Генерал-лейтенант Горєлов Лев Миколайович      | 1922 | 2018 | «За великі заслуги у громадському житті міста Одеси, у справі патріотичного виховання молоді, людяність і безкорисливість у виконанні громадянського обов'язку.» | 21 грудня 2012             | [ 56 ]        |
| 49 |            | Василь Барабаш                                 | 1938 | —    | «За великі заслуги в розвитку соціально-економічного життя міста, багаторічну благодійну та громадську діяльність, особисту відповідальність і безкорисливість у виконанні громадянського обов'язку.» | 18 червня 2013             | [ 57 ]        |
| 50 |            | Євгенія Дембська                               | 1920 | 2019 | «За величезний внесок у розвиток театрального мистецтва міста Одеси, а також широке визнання жителів міста.» | 18 червня 2013             | [ 58 ]        |
| 51 |            | Генерал-майор Григорій Жученко                 | 1922 | 2016 | «За величезні бойові заслуги, високий патріотизм і особисту відповідальність у справі військово-патріотичного виховання молоді, а також багаторічну роботу щодо соціального захисту ветеранів.» | 18 червня 2013             | [ 59 ] [ 60 ] |
| 52 |            | Олег Губар                                     | 1953 | 2021 | «За безперервну роботу зі збереження культурної спадщини міста Одеси, вагомий особистий внесок у пізнанні історичного минулого нашого міста, його розвитку, культури та літератури, а також великі заслуги у громадському житті міста Одеси.» | 27 серпня 2014             | [ 61 ]        |
| 53 |            | Кіра Муратова                                  | 1934 | 2018 | «За багаторічну плідну працю, видатні творчі досягнення, вагомий особистий внесок у розвиток кіномистецтва, великі заслуги в суспільному житті міста Одеси.» | 26 липня 2017              | [ 62 ]        |
| 54 |            | Сергій Гриневецький                            | 1957 | —    | «За багаторічну плідну працю, активну громадську, благодійну, просвітницьку та меценатську діяльність, вагомий особистий внесок у соціально-економічний розвиток Одеського регіону та з нагоди святкування 219-ї річниці заснування міста Одеси нагороджено Почесною відзнакою Одеського міського голови імені Г. Г. Маразлі І ступеня.»                    | 2017                       | [ 64 ]        |
| 55 |            | Леонід Крючков                                 | 1945 | —    | «За вагомий особистий внесок в розвиток будівельної галузі міста Одеси, високий професіоналізм та активну громадську і благодійну діяльність.» | 6 червня 2018              | [ 65 ]        |
| 56 |            | Самвел Тигранян                                | 1950 | —    | «За суттєві досягнення у примноженні багатонаціональної культурно-мистецької спадщини народів України, ініціативність, плідну творчу діяльність та вагомий внесок у розвиток міста Одеси.» | 6 червня 2018              | [ 66 ]        |
| 57 |            | Валентин Симоненко                             | 1940 | —    | «За багаторічну плідну працю, активну громадську, благодійну, просвітницьку та меценатську діяльність, вагомий особистий внесок у соціально-економічний розвиток міста Одеси та іі будівельної галузі.» | 12 червня 2019             | [ 67 ]        |
| 58 |            | Михайло Пойзнер                                | 1949 | —    | «За багаторічну плідну працю, активну громадську, благодійну, просвітницьку та меценатську діяльність, вагомий особистий внесок у соціально-економічний розвиток міста Одеси та її морської галузі.» | 22 липня 2020              | [ 68 ]        |
| 59 |            | Борис Джонсон                                  | 1964 | —    | | 1 липня 2022               | [ 69 ]        |